# Can Comalada
Can Comalada o Comulada és una masia d'Argentona (Maresme) inclosa a l'Inventari del Patrimoni Arquitectònic de Catalunya.

## Descripció
És una masia de planta rectangular amb teulada a quatre vents. La façana té les cantoneres de carreus granítics, portal rodó de 17 dovelles, finestres amb festejadors interiors i un rellotge de sol. A la clau de la llinda del portal del celler hi ha gravada la data i el nom del propietari: Miquel Comalada 1650. Al celler, amb arcs, hi ha la premsa de l'època amb l'armadura de fusta gruixuda. La cuina conserva el gran faldar.
Aquesta masia és de l'època del cultiu de la vinya i el propietari actual és el senyor Roca. A l'interior de la casa han canviat la situació de l'escala i s'hi han afegit dues naus laterals.